# Donske
Donske (ukrainisch Донське; russisch Донское/Donskoje) ist eine Siedlung städtischen Typs im Osten der Ukraine in der Oblast Donezk mit etwa 5000 Einwohnern.

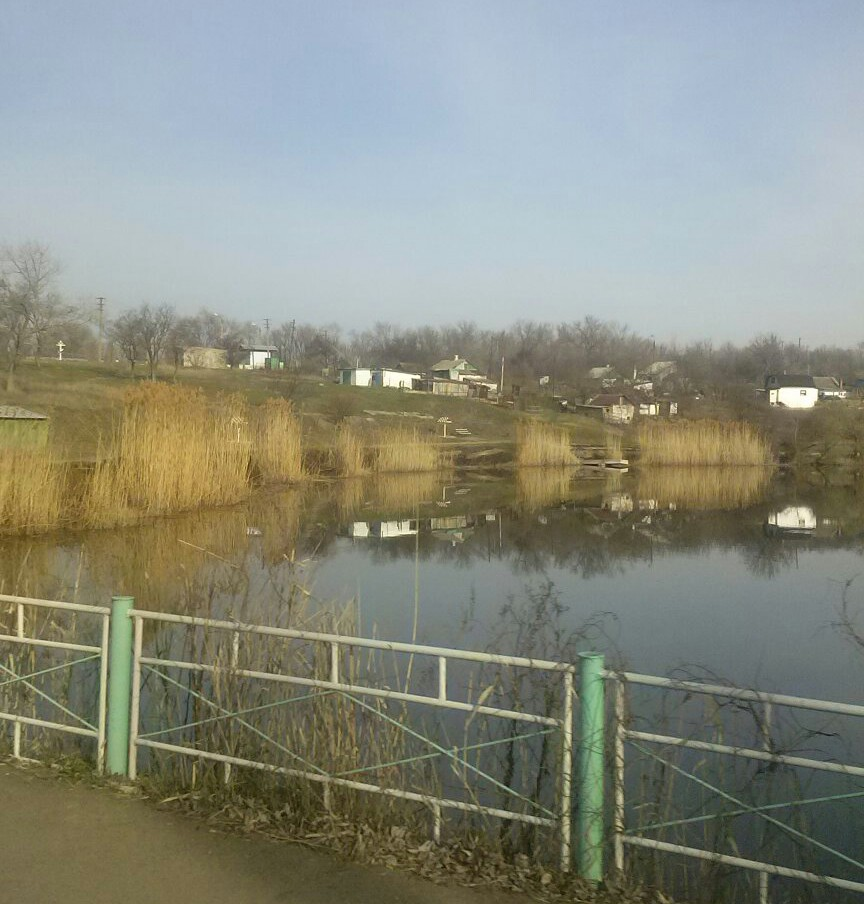
Häuser des Ortes

Die Siedlung städtischen Typs liegt am Ufer der Malyj Kaltschyk einem 38 km langen, linken Nebenfluss des Kaltschyk im Osten des Rajons Wolnowacha, etwa 13 Kilometer südlich vom Rajonzentrum Wolnowacha und 56 Kilometer südlich vom Oblastzentrum Donezk.
Der Ort wurde 1939/1946 als Schdaniwstroj (Жданівстрой) für die Arbeiter einer Chemisch-Metallurgischen Fabrik gegründet, gehörte zunächst zur Landratsgemeinde von Stritenka und erhielt 1956 den Status einer Siedlung städtischen Typs, gleichzeitig wurde der Name in Donske geändert.
Am 12. Juni 2020 wurde die Siedlung ein Teil neugegründeten Stadtgemeinde Wolnowacha, bis dahin bildete sie die gleichnamige Siedlungsratsgemeinde Donske (Донська селищна рада/Donska selyschtschna rada) im Zentrum des Rajons Wolnowacha.